# Organismo de Evaluación y Fiscalización Ambiental
Organismo de Evaluación y Fiscalización Ambiental (OEFA) es un organismo público, técnico especializado, adscrito al Ministerio del Ambiente de Perú encargado de la fiscalización ambiental en todo el territorio peruano. El OEFA ejerce dos clases de funciones: como entidad de fiscalización ambiental, ejerce funciones de supervisión ambiental directa, fiscalizadora y sancionadora, y como ente rector del Sistema Nacional de Evaluación y Fiscalización Ambiental (SINEFA) ejerce funciones normativa y de fiscalización a las entidades de fiscalización ambiental nacionales, regionales o locales.

## Funciones
Función evaluadora 
Consiste en la realización de actividades de vigilancia y monitoreo de la calidad del ambiente y del estado de conservación de los recursos naturales, con la finalidad de asegurar el cumplimiento de las normas ambientales. A través de la función evaluadora se brinda soporte para las acciones de supervisión, fiscalización y sanción ambiental, en tanto permite conocer el nivel de la afectación ambiental que pueda ser atribuida a un potencial responsable. En el OEFA, esta función es ejercida por la Dirección de Evaluación.
Función supervisora
Esta función comprende: 
1. Supervisión directa.- Esta función supervisora puede ser realizada a través de supervisiones de campo (visitas) y también mediante supervisiones documentales, en base al análisis de la información con la que cuente la autoridad fiscalizadora. Como resultado de las supervisiones se obtienen las pruebas requeridas para sustentar, de ser el caso, la existencia de infracciones administrativas ante la autoridad a cargo de los procedimientos administrativos sancionadores. En el OEFA, esta función es ejercida por la Dirección de Supervisión.
2. Supervisión a Entidades de Fiscalización Ambiental a cargo del OEFA.- A través de la función de supervisión, el OEFA realiza acciones de seguimiento y verificación para asegurar el cumplimiento de las obligaciones ambientales de las actividades que fiscalizan las EFA.

Función de fiscalización y sanción 
A través de la función de fiscalización y sanción, el OEFA investiga las posibles infracciones administrativas e impone sanciones y medidas administrativas por el incumplimiento de obligaciones ambientales. Para tales efectos, se cuenta con normas que regulan el procedimiento administrativo sancionador con la finalidad de brindarle al potencial infractor la posibilidad de ejercer debidamente su derecho de defensa y asegurar el debido procedimiento. En el OEFA, esta función es ejercida por la Dirección de Fiscalización, Sanción y Aplicación de Incentivos.

## Actividades fiscalizadas por el OEFA
- Sector minería:  El OEFA fiscaliza a la mediana y gran minería en exploración, explotación, transporte, labor general, beneficio y almacenamiento de concentrados.
- Sector energía: El OEFA fiscaliza al subsector hidrocarburos en lo referido a la exploración, explotación, transporte, refinación, almacenamiento, distribución y comercialización y al subsector electricidad lo relacionado con la generación, transmisión y distribución.
- Sector pesquería: El OEFA fiscaliza la acuicultura de mayor escala y procesamiento industrial pesquero.
- Sector industria: El OEFA es competente para fiscalizar a las actividades manufactureras de cerveza, papel, cemento, curtiembre, fabricación de artículos de hormigón, cemento y yeso, industrias básicas de hierro y acero; fundición de hierro y acero; y, fundición de metales no ferrosos, actividades de biocombustible (biodiésel 100 y alcohol carburante) y petroquímica intermedia y final y destilación, rectificación y mezcla de bebidas alcohólicas; producción de alcohol etílico a partir de sustancias fermentadas; elaboración de vinos; y, elaboración de bebidas no alcohólicas, producción de aguas minerales.

## Reglamento del SINEFA

### Determinación de responsabilidad funcional
Cuando de los resultados  de la acción de supervisión a las EFA, puede formular observaciones y/o recomendaciones relacionadas al incumplimiento y desempeño de las funciones de las EFA.
Además, no corresponde a la OEFA la determinación de la responsabilidad administrativa funcional, lo cual corresponde a la Contraloría General de la República; para ello la pondrá en conocimiento con las pruebas que lo sustenten.

## Funcionarios
- Presidente del Consejo Directivo: Tessy Torres Sánchez.[6]
- Miembro del Consejo Directivo: César Paul Ortíz Jahn.[7]
- Miembro del Consejo Directivo: Willian Fernando León Morales.[8]
- Miembro del Consejo Directivo: John Ivan Ortiz Sánchez.[9]
- Secretario General: Kitty Elisa Trinidad Guerrero.[10]
- Presidente del Tribunal de Fiscalización Ambiental y Vocal: Emilio José Medrano Sánchez[11]
- Presidente y Vocal de la Sala Especializada en Minería, Energía, Pesquería e Industria Manufacturera: César Abraham Neyra Cruzado[12]
- Vocal de la Sala Especializada en Minería, Energía, Pesquería e Industria Manufacturera:: Jaime Pedro de la Puente Parodi[13]
- Vocal de la Sala Especializada en Minería, Energía, Pesquería e Industria Manufacturera: Rafael Mauricio Ramírez Arroyo.[14]
- Vocal de la Sala Especializada en Minería, Energía, Pesquería e Industria Manufacturera:: Sebastián Enrique Suito López.
- Directora de Supervisión y Directora (e) de Evaluación: Giuliana Patricia Becerra Celis.[15]
- Director de Fiscalización, Sanción y Aplicación de Incentivos: Elliot Gianfranco Mejía Trujillo[16]